# Докучаєвка
Докуча́євка (каз. Докучаев) — село у складі Алтинсаринського району Костанайської області Казахстану. Входить до складу сільського округу імені Ільяса Омарова.
Населення — 575 осіб (2021; 885 у 2009, 908 у 1999, 1347 у 1989).